# Hondryches phalaeniformis
Hondryches phalaeniformis là một loài bướm đêm trong họ Noctuidae.